# Yoshinobu Takahashi
Yoshinobu Takahashi, född den 3 april 1975, är en japansk idrottare som tog brons i baseboll vid olympiska sommarspelen 2004 i Aten.